# Asimilace (Star Trek)
Asimilace je ve fiktivním prostředí seriálů a filmů Star Treku označení pro termín násilného začlenění humanoidního tvora nebo technologie do společenstva Borgu.

## Proces asimilace
Borgové zpravidla asimilují celé národy, namísto jedinců. Přesto humanoidního tvora musí asimilovat Borgský voják vybavený asimilačním injektorem v zápěstí. Samotnou asimilaci pak provádějí tzv. nanosondy vstříknuté do těla asimilovaného jedince. Jde o nanoboty, kteří dokážou vytvářet v těle hostitele implantáty. Ty následně ovlivňují chování, vzhled a funkce těla asimilovaného jedince. Celý proces nemá pevně stanovenou délku a může jít o minuty nebo hodiny. K Borgskému společenstvu se však jedinec přidává již po pár minutách. Touto dobou už dotyčný může slyšel hlasy společenstva, na kterých se záhy stává závislý. 
V poslední fázi dotyčný přichází o vlasy a ochlupení, je vytvořen kortikální implantát v čele, který reguluje životní funkce a zpravidla jedno oko je nahrazeno laserovým zaměřovačem a implantátem promítající mozku data ze senzorů. V průběhu asimilace společenstvo získává veškeré znalosti asimilovaného jedince.

### Vliv
Přirozeně imunní proti asimilaci je např. druh z jiné galaxie, Borgy označován jako 8472. Lidský druh, stejně jako většina humanoidů nedokáže nanosondám vzdorovat. 
Proti procesu asimilace vyvinul Doktor (PZH) z lodi USS Voyager neurosupresant, který je schopný po určitou dobu potlačit účinky nově vytvořených implantátů. Tedy dotyčný vypadá jako borg, avšak společenstvo na něj nemá vliv.

## Výběr
Společenstvo si vybírá, které druhy bude asimilovat. Přímo napadeny jsou civilizace, které disponují pokročilou technologií nebo jde o značně vyvinuté biologické formy života. Náhodně pak Borgové mohou asimilovat i jedince, pokud pouze potřebují rozšířit své řady. Cíleně pak může být asimilován jedinec pro získání potřebných vědomostí (např. Jean-Luc Picard, který jako kapitán USS Enterprise D znal taktické informace hvězdné flotily.
Naproti tomu Borgové ignorují druhy, které společenstvu nedají žádný přínos (např. Kazoni) a jde o zaostalé civilizace.